# Unanimiteit
Unanimiteit, afgeleid van unaniem (Latijn: unus, een, anima, wind of adem) (Grieks: ό ανεμος : wind of adem) is een bijvoeglijk naamwoord met als betekenis "zonder verschil van mening", "eensgezind", "eenstemmig" of "met één stem". Het begrip komt in vergelijkbare vorm ook voor in andere talen. In plaats van het begrip unanimiteit wordt ook de term consensus gebruikt, eenstemmigheid, eenparig, of met algemene stemmen.
Het begrip speelt over het algemeen een rol bij het nemen van besluiten door meerdere (rechts)personen of organen. Bedoeld is daar dan dat iedere stem hetzelfde moet zijn om tot een geldig besluit of oordeel te komen dat kan worden uitgevoerd. Daarbij maakt het niet uit hoeveel mensen stemmen. Als bijvoorbeeld 100 personen stemmen, is één afwijkende stem voldoende dat een besluit niet kan worden genomen. Om een besluit niet te kunnen nemen, hoeft niet iedereen tegen te stemmen, daarvoor is slechts minstens één tegenstem nodig. Van stemmen bij  unanimiteit moet het vetorecht worden onderscheiden (zie hieronder).
Geldt in een bepaalde situatie de regel van unanimiteit, geldt ook vaak een quorum-eis van 100%, ofwel dat alle stemgerechtigden bij de stemming aanwezig moeten zijn. Stemgerechtigden die een blanco stem uitbrengen, of zich onthouden van stemming, gelden over het algemeen niet als een stem voor of tegen en kunnen dan worden genegeerd in de telling. Maar er kunnen ook andere regelingen mogelijk zijn, bijvoorbeeld dat alle aanwezigen een gelijkluidende stem moeten uitbrengen. 
Het begrip unaniem  wordt ook gebruikt om aan te geven dat iedereen dezelfde mening had over iets, zonder dat het een vereiste is om tot een bepaald besluit te komen, met de aardige variant "bijna unaniem", wat men in deze samenhang wel kan zeggen.

## Voorbeelden

### Nederland
Een bekend voorbeeld uit de praktijk van het Nederlands recht is het nemen van beslissingen door deelgenoten in een goederengemeenschap, dat zijn veel gehuwden of geregistreerd partners. Deelgenoten zijn allen mede-eigenaar van de gemeenschap en omdat eigendom het sterkste recht is dat men over een goed of recht kan hebben, moet iedere deelgenoot het met een bepaald idee of voorstel eens zijn om tot een rechtsgeldig besluit te kunnen  komen. Lukt het onderling niet eenstemmig een besluit te nemen, kan het meningsverschil alleen worden beslecht door een vonnis van de civiele rechter. Voor dat besluit is geen unanimiteit nodig, iedere deelgenoot kan afzonderlijk om een rechterlijk oordeel vragen.
Een ander voorbeeld is de regeling die vanaf 2015 in Nederland voor besloten vennootschappen geldt, dat aandeelhouders gezamenlijk, bij unaniem besluit, een van de wet afwijkende verdeling van de winst kunnen bepalen. In landen met juryrechtspraak geldt ook vaak het vereiste dat de jury alleen unaniem kan beslissen.

### Europese Unie
In de Europese Unie moeten belangrijke besluiten van de Europese Raad, bestaand uit de staatshoofden en regeringsleiders van alle lidstaten, met eenparigheid van stemmen worden genomen. Daarop bestaat als kritiek, dat besluitvorming over het te voeren beleid vaak (te) traag verloopt. Er is echter niet de verplichting dat alle raadsleden bij de stemming aanwezig moeten zijn. Over de aanvraag tot toetreding van Oekraïne werd unaniem positief beslist, in kortstondige afwezigheid van premier Orbán van Hongarije, die tegen was.

## Verschil met vetorecht
Het vetorecht heeft niets te maken met unanimiteit. Dat recht kan bestaan in de situatie waar normaal gesproken met een bepaalde meerderheid van stemmen kan worden beslist. Maakt iemand gebruik van het vetorecht, kan ondanks het bestaan van de benodigde meerderheid, niet tot een rechtsgeldig besluit worden gekomen, of dat besluit niet worden uitgevoerd. Als de regel voor het nemen van een besluit is, dat alleen bij unanimiteit kan worden beslist, heeft elke stemgerechtigde dezelfde mate aan zeggenschap om een besluit tegen te houden. Dat wordt wel ervaren als een soort vetorecht, of er mee verward, maar is het strikt genomen niet.